# Megophyra subpenicillata
Megophyra subpenicillata är en tvåvingeart som beskrevs av Ma och Feng 1992. Megophyra subpenicillata ingår i släktet Megophyra och familjen husflugor.
Artens utbredningsområde är Sichuan (Kina). Inga underarter finns listade i Catalogue of Life.